# Branko Viđak
Branko Viđak (Split,14. ožujka 1920. – Split, 1997.), nogometaš Hajduka, napadač koji se s 235 utakmica i 120 postignutih pogodaka nalazi na 21 mjestu na listi najboljih Hajdukovih strijelaca. Za Bile nastupa od 1938. – 1951., a odlikuje se prodornošću i preciznim udarcima. Godine 1949. igra protiv Srbije i postiže dva pogotka (Hrvatska-Srbija 4:1). 
Bio je jedan najpopularnijih Hajdukovih nogometaša svog vremena, ali udbaška elita koja je zauzela visoke pozicije u Hajduku nije ga mogla podnijeti; jugokomunisti su već prije Viđaku ubili oca. Nakon slavne utakmice na kojoj je osnovana Torcida, krenula je hajka na hrvatsku mladež, a uskoro ni Viđak više nije bio poželjan. Viđaku je život bio u pitanju, pa je bio prisiljen brzo napustiti Split i otići u Zagreb, a potom je prigodom Zagrebove turneje po Švicarskoj 1951. ondje zatražio politički azil, te je ondje ostao sve do proglašenja hrvatske neovisnosti.
Nastupao je za Grasshopper iz Züricha (1952. – 55.). Jedno vrijeme u Luganu se bavio trenerskim poslom. U Hrvatsku se vrastio 1993.
Statistika u Hajduku
| Natjecanje        | Nastupi | Zgoditci |
| ----------------- | ------- | -------- |
| Prvenstvo         | 89      | 35       |
| Kup               | 9       | 5        |
| Superkup          | 0       | 0        |
| Međunarodne       | 0       | 0        |
| Splitski podsavez | 0       | 0        |
| Ukupno            | 98      | 40       |
| Prijateljske      | 137     | 80       |
| Sveukupno         | 235     | 120      |